# 中铁文化旅游投资
中铁文化旅游投资集团有限公司，注册地位于贵阳，隶属于中国铁路工程集团的上市公司中国中铁。业务性质为旅游、体育、文化项目投资、开发、经营。2017年，公司总资产89.78亿元，净资产15.88亿元，净利润1.54亿元。